# Шахин, Йылмаз
Йылма́з Шахи́н (тур. Yılmaz Şahin; род. 10 октября 1978, Стамбул) — турецкий сценарист. Наиболее известен как автор сценария культового телесериала «Великолепный век».

## Биография
Йылмаз Шахин родился 10 октября 1978 года в Стамбуле и там же окончил Стамбульский университет. С 2004 года писал сценарии для телесериалов, среди которых «Буря» и «Мечтатели». В 2010 году был привлечён для работы над остросюжетным историческим телесериалом «Великолепный век». Поначалу Шахин занимался только разработкой сюжета, а начиная с 57 серии стал единственным сценаристом сериала, сменив на этом посту создательницу и сценаристку проекта Мерал Окай в связи с её кончиной. Он продолжил написание сценария согласно плану и заметок Окай. Мировой успех сериала сделал Йылмаза Шахина одним из самых высокооплачиваемых сценаристов Турции и принёс ему популярность и престижные награды.
Йылмаз Шахин также является создателем и одним из двух сценаристов сериала «Великолепный век. Империя Кёсем».
Среди других выдающихся работ Йылмаза Шахина, сценарии к популярным телесериалам «Рамо», «Вина», «Судья» и «Моя прекрасная жизнь».

## Фильмография
| Год       |   | Русское название                | Оригинальное название | Роль      |
| --------- | - | ------------------------------- | --------------------- | --------- |
| 2004      | с | Время дождя                     | Yağmur Zamanı         | сценарист |
| 2006      | с | Буря                            | Fırtına               | сценарист |
| 2006      | с | Тайна камней                    | Taşların Sırrı        | сценарист |
| 2007      | с | Орлы летают высоко              | Kartallar Yüksek Uçar | сценарист |
| 2009      | с | Домохозяин                      | Aile Reisi            | сценарист |
| 2007—2010 | с | Мечтатели                       | Kavak Yelleri         | сценарист |
| 2012—2014 | с | Великолепный век                | Muhteşem Yüzyıl       | сценарист |
| 2015—2017 | с | Великолепный век. Империя Кёсем | Muhteşem Yüzyıl Kösem | сценарист |
| 2020      | с | Рамо                            | Ramo                  | сценарист |
| 2020      | с | Вина                            | Arıza                 | сценарист |
| 2022      | с | Судья                           | Hakim                 | сценарист |
| 2023      | с | Моя прекрасная жизнь            | Şahane Hayatım        | сценарист |